# غول‌وار
غول‌وار (نام علمی: Titanoides) نام یک سرده از زیرراسته همه‌دندانان است.